# 许尔特
许尔特（德語：Hürth，發音：[hʏʁt] ⓘ）是德国北莱茵-威斯特法伦州科隆行政区莱茵-埃尔夫特县的城市，面积51.22平方千米，2023年12月31日人口为61,252人。该市是德国一級方程式七屆世界冠軍迈克尔·舒马赫的故乡。

## 友好城市
许尔特与以下城市结为友好城市：
- 荷蘭 尼瑟瓦尔德（1966年）
- 英格兰 塞特福德（1966年）
- 法國 滨海阿热莱斯（1988年）
- 卡巴內特（1988年）
- 波蘭 斯卡维纳乡（英语：Gmina Skawina）（1996年）
- 土耳其 布爾漢尼耶（2011年）
- 乌克兰 佩列梅什利亞內（2021年）